# Tit Betuci Barrus
Tit Betuci Barrus (llatí: Titus Betucius Barrus) va ser un orador romà nascut a Asculum, un poble del Picè, a la primera meitat del segle i aC.
Segons el gran orador Ciceró, era el més eloqüent de tots els oradors de fora de la ciutat de Roma. En temps de Ciceró existien alguns dels seus discursos fets a Asculum, i un, que es va llegir a Roma, contra Quint Servili Cepió que va morir l'any 90 aC durant la guerra social.